# Sappho
Pour les articles homonymes, voir Sapho.
Œuvres principales
- Hymne à Aphrodite
- Poème L'Égal des dieux (fr. 31)

Sappho (en grec ancien Σαπφώ / Sapphṓ), est une poétesse grecque de l'Antiquité qui a vécu aux VIIe et VIe siècles av. J.-C., à Mytilène sur l'île de Lesbos.
Très célèbre durant l'Antiquité, son œuvre poétique ne subsiste plus qu'à l'état de fragments (papyrus d'Oxyrhynque no 7, notamment).
Sa célébrité provient de son excellence poétique, qui en fait un modèle admiré jusqu'à aujourd'hui, et du fait qu'on l'a considérée pendant longtemps comme « la première voix de femme »,,, mais aussi de ce qu'elle a exprimé dans ses écrits son attirance pour d'autres femmes, d'où le terme « saphisme » pour désigner l'homosexualité féminine, tandis que le terme « lesbienne » est dérivé de Lesbos, l’île où elle a vécu.

## Les noms de Sappho
Sappho (c'est-à-dire en ionien-attique puis dans la koinè Σαπφώ) est la forme sous laquelle les Grecs d'Athènes, puis ceux de l'époque hellénistique, nommaient la poétesse. Cette forme phonétique est donc une adaptation à leur dialecte de la forme utilisée en éolien, le dialecte parlé à Lesbos, soit Psappho, ou Psappha (Ψαπφώ), forme qui est celle que l'on trouve dans ses poèmes. C'est cette dernière graphie qui est encore utilisée sur des coins servant à frapper des monnaies, retrouvés à l'époque des Antonins à Eresós, ville qui revendiquait avec Mytilène le privilège d'être le lieu de naissance de Sappho. Sappho est connue comme étant « la Lesbienne », c'est-à-dire, au départ par antonomase, « la personne célèbre de Lesbos ».
À partir du nom de Sappho ont été dérivés le substantif « saphisme » et l'adjectif correspondant, « saphique », évolution du mot latin sapphicus, signifiant « relatif à Sappho »,.

## Le problème des sources

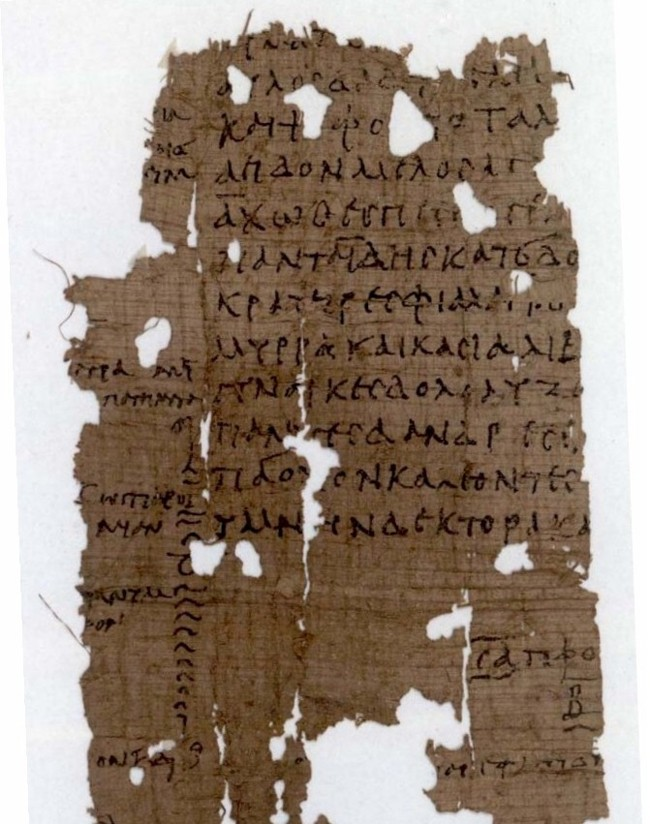
Sappho, Les Noces d'Hector et d'Andromaque (derniers vers), papyrus d'Oxyrhynque no 2 076.

On possède peu de données sûres concernant Sappho. Dès le Ve siècle, la comédie attique s'est emparée de son personnage, et les éléments biographiques la concernant sont tardifs et souvent probablement influencés par la tradition comique. Comme pour la plupart des poètes antiques, son œuvre ne nous est parvenue que de façon très fragmentaire.
Selon certaines sources, les œuvres de Sappho auraient été en grande partie brûlées en 1073 à Rome et Constantinople sur l'ordre des autorités religieuses, pour n'être redécouvertes par la suite que bien plus tard en fragments vers 1897. Il y a toutefois dans la communauté scientifique un doute quant à la véracité de ces sources qui ne perpétueraient peut-être qu'une légende[réf. nécessaire].
Il ne nous reste d'elle que des fragments et des citations éparses figurant chez des auteurs anciens qui s'échelonnent sur de nombreux siècles. Il n'est donc pas facile d'extraire de ces indications clairsemées quoi que ce soit de réellement objectif, l'œuvre et la vie de la poétesse ne pouvant être reconstituées qu'à travers ce prisme très déformant. Par ailleurs il ne faut pas perdre de vue qu'on parle à la fois d'une personne et d'un personnage, sans qu'il soit toujours facile de distinguer l'une de l'autre.

## Interprétations contradictoires du personnage
Le personnage de Sappho et la question de sa sexualité ont fait l'objet au cours des siècles de différentes interprétations, souvent liées aux évolutions sociales et culturelles.
Dès l'époque classique, elle est devenue un personnage brocardé par la comédie attique classique puis nouvelle (Ménandre), qui a contribué à en faire un personnage aux mœurs dépravées.
Sénèque nous apprend l'existence d'un ouvrage intitulé Sappho a-t-elle été une femme publique ?, écrit par un certain Didyme, sous Auguste.
Parallèlement, certains commentateurs ont tenté dès l'Antiquité de sauvegarder la réputation de la poétesse, allant jusqu'à attribuer les aspects jugés scandaleux à une hypothétique seconde Sappho, parfois dite « Sappho d'Érèse », joueuse de lyre, ou courtisane.
Bachofen, le théoricien du matriarcat, consacre à Sappho un chapitre de son Droit maternel (Das Mutterrecht) publié en 1861. Il fait de la poétesse une disciple de la religion orphique, et lui attribue, dans un processus d'idéalisation philosophique, une fonction éducative semblable à celle de Socrate.
À partir du XIXe siècle, une partie des auteurs en a ainsi fait la directrice d'une sorte de pensionnat pour jeunes filles de bonne famille, niant toute dimension réellement homosexuelle au personnage.

## Vie de Sappho

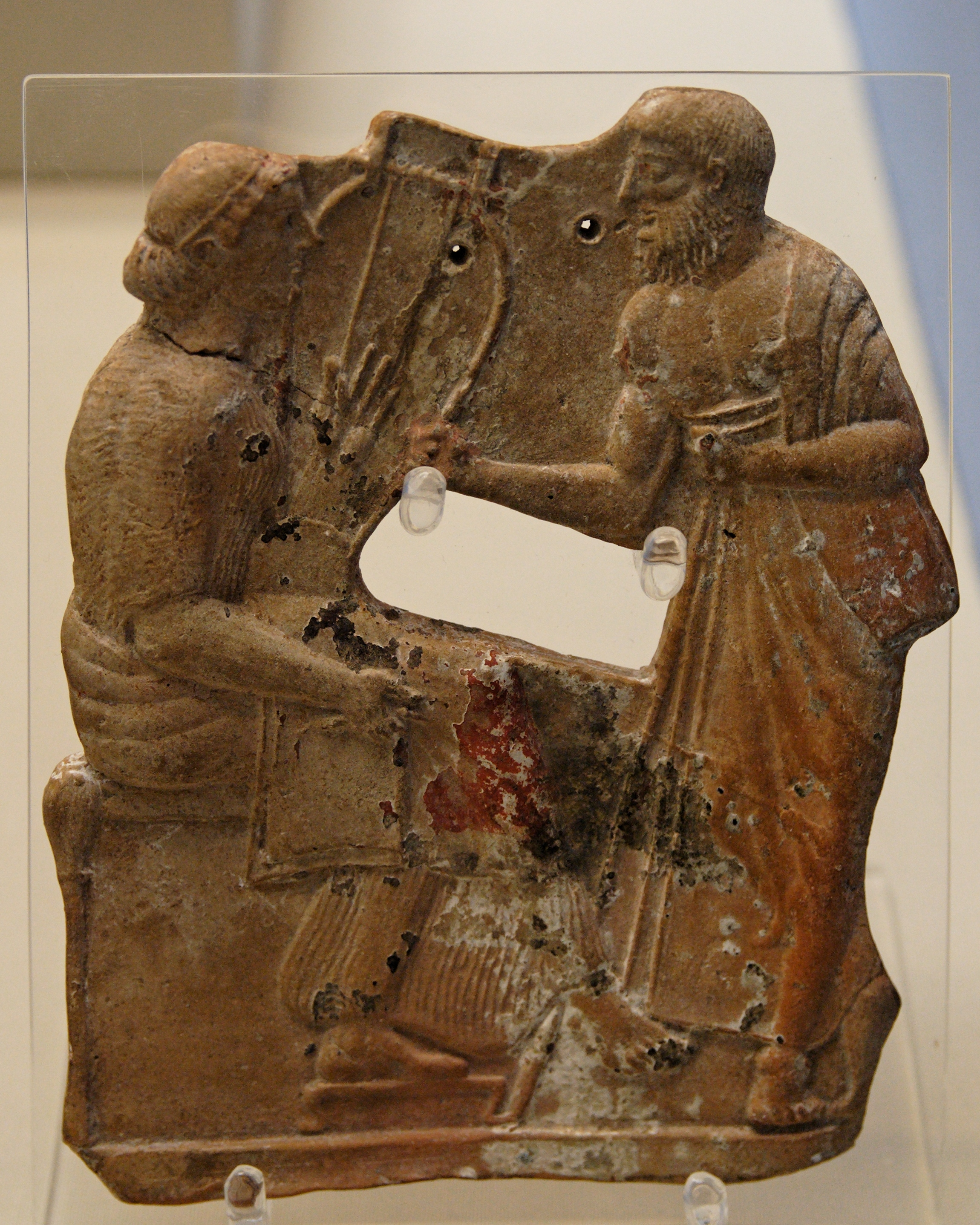
Terre cuite de 480-460 av. J.‑C., provenant d'une tombe de Mélos et conservée au British Museum. On suppose qu'il s'agit de l'une des plus anciennes représentations de Sappho, ici tenant un barbitos, en conversation avec un homme, peut-être Alcée.

Six auteurs anciens donnent des dates ou des indications permettant d'établir une chronologie, de Hérodote au Ve siècle av. J.-C. à la Souda au XIe siècle. Maxime de Tyr, Athénée et la Souda utilisent une même source, aujourd'hui perdue, un philosophe contemporain d'Aristote nommé Chaméléon. D'après la Souda, Sappho vivait (ou est née, le terme grec pouvant s'interpréter de différentes façons) pendant la 42e olympiade (612-608 av. J.-C.), alors que vivaient aussi Alcée, Stésichore et Pittakos, tandis qu'une note de saint Jérôme nous apprend que Sappho et Alcée étaient illustres en 600-599. Le fragment de la Chronique de Paros conservé à Oxford contient la mention précise d'un exil de Sappho depuis Mytilène vers la Sicile. Cette chronique permet de situer l'exil en 596 av. J.-C. Cependant les inexactitudes connues par ailleurs de la Chronique de Paros invitent à le dater quelque part entre 605 et 591. Seul Hérodote, qui ne mentionne qu'indirectement Sappho (Histoires, II, 135), la fait vivre quarante à cinquante ans plus tard. Malgré Hérodote, il existe donc un ensemble de sources qui concordent sur le fait que Sappho vivait aux alentours des années 620-591, et l'on peut penser qu'elle serait née vers 630 av. J.-C. Aucun auteur ne donne d'indication sur la date de sa mort.
Son nom, Sappho, est connu dans l'Antiquité pour avoir été porté par des étrangers (c'est-à-dire des non-Grecs) et celui de son père, Scamandrônymos, est formé sur celui du Scamandre, fleuve de la Troade ; sa famille avait donc peut-être des origines en Asie mineure. Concernant sa ville natale, les sources diffèrent : si la ville d’Eresós est citée dans la Souda, la poète pourrait également être originaire de Mytilène. Quant à son physique, le papyrus 1800 (papyrus d'Oxyrhynque), qui date du IIIe ou IIe siècle av. J.-C., la décrit comme « laide, noire et toute petite », et pour Maxime de Tyr, elle est aussi « petite et noire ». Sappho elle-même parle de ses cheveux noirs, qui commencent à blanchir, et l'un de ses fragments peut laisser penser qu'elle ne se considérait pas comme belle. Ce point est confirmé par la XVe Héroïde d'Ovide, texte qui paraît dans l'ensemble suivre de près les œuvres de Sappho elle-même.
Outre le nom de son père qui, d'après Ovide, meurt quand Sappho a six ans, on connaît aussi celui de sa mère, Cléïs. Cléïs est aussi le nom de sa fille, mentionné dans ses poèmes.

« Je possède une belle enfant dont la forme est pareille à des fleurs d'or, Kléis la bien-aimée, que je [préfère] à la Lydie tout entière et à l'aimable… »

— Trad. Renée Vivien, 1903.
Les auteurs anciens (et après eux modernes) ont débattu sur la question de savoir si Sappho a été mariée ou non. Si elle l'a été, il est probable que son mari, appelé Kerkolas selon certains, dont il n'est nulle part fait mention dans les poèmes, a tôt disparu de sa vie. Elle a aussi trois frères, Érigyios, Larichos et Charaxos. Larichos selon Athénée servait comme échanson au prytanée de Mytilène, fonction réservée à un membre de l'aristocratie, et était le préféré de Sappho, d'après le papyrus 1800. Charaxos faisait du commerce, jusqu'en Égypte, où, à Naucratis, il s'éprend d'une courtisane, Doricha. Il se ruine pour elle, ce que raconte Hérodote en mêlant l'histoire à la légende. Sappho adresse à ce frère de violents reproches dans trois de ses poèmes, dont on retrouve l'écho là encore chez Ovide.

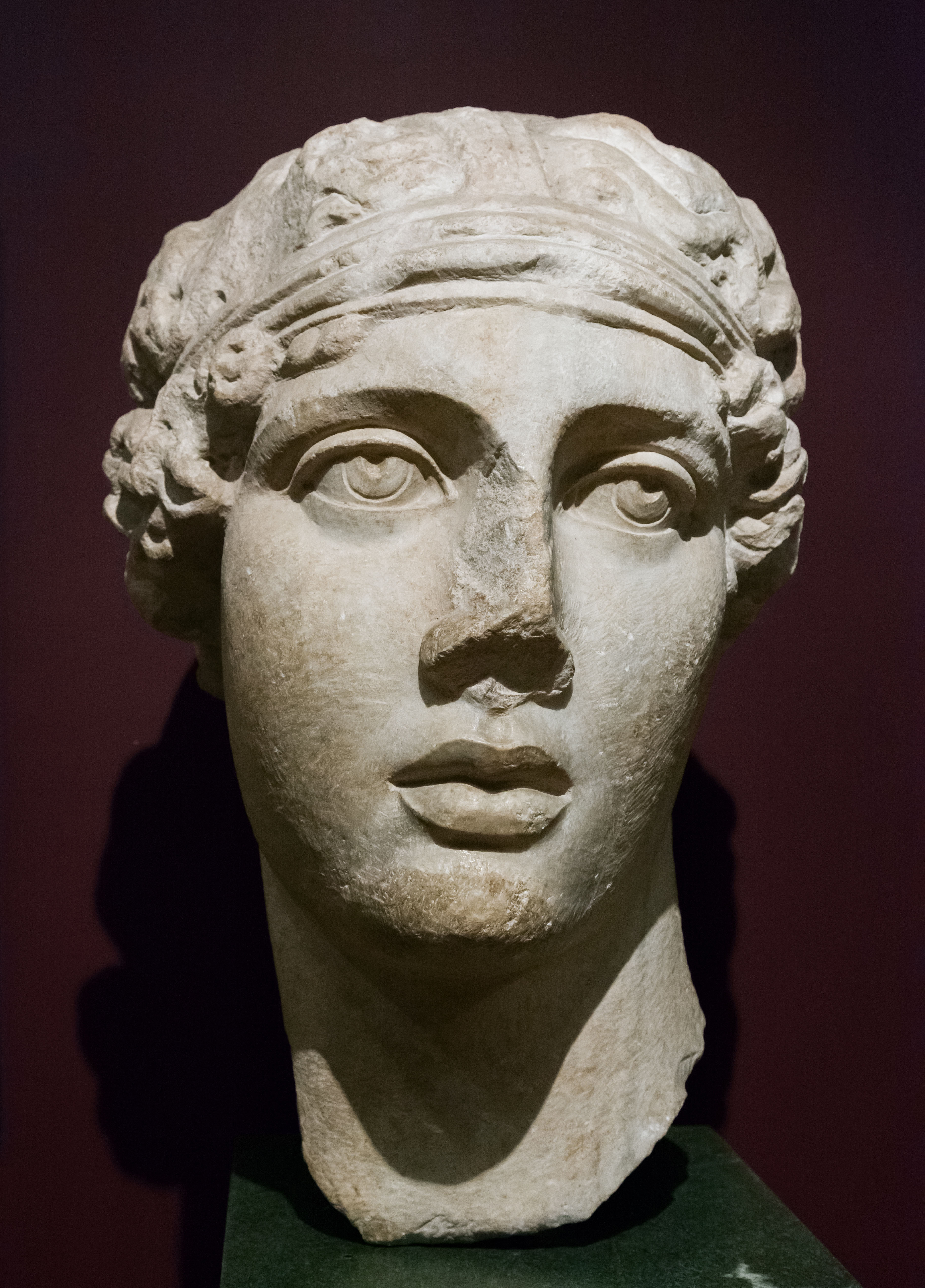
Portrait de Sappho au musée archéologique d'Istanbul, copie romaine d'après un original de l’époque hellénistique.

Si Sappho est surtout connue pour sa poésie amoureuse, les fragments découverts au cours du xxe siècle ont révélé quelques vers de nature plus politique. Sa famille appartenait à l'ancienne aristocratie de l'île de Lesbos, celle qui tirait sa richesse de ses possessions terriennes. Plusieurs poèmes de Sappho contiennent des invectives contre des familles appartenant à cette aristocratie, ce qui montre des conflits en son sein : invectives contre les Penthilides, l'ancienne famille royale de Mytilène, encore toute-puissante au VIIe siècle, les Cléanax, les Archéanax, les Polyanax. Mais dans le monde grec à cette époque, à la faveur des mouvements démocratiques, arrivent en outre au pouvoir des tyrans, opposés aux anciennes aristocraties. C'est aussi le cas à Mytilène. Une nouvelle classe, composée des marchands et des armateurs, y constitue le noyau de l'opposition à l'ancienne aristocratie. Il n'y a d'ailleurs pas de frontière nette entre les uns et les autres, comme le montre l'exemple de Charaxos, le frère de Sappho, lui-même marchand. À la faveur des troubles de cette période, Pittakos, allié à la famille des Penthilides, dont il a épousé une fille, est porté au pouvoir par le clan conservateur. Mais, loin de n'être qu'une marionnette de l'aristocratie, il met en œuvre une politique de conciliation qui mécontente la partie la plus conservatrice de l'aristocratie. Pittakos condamne alors les fauteurs de trouble à l'exil. La tradition a pu supposer que c'est dans ce cadre qu'intervient l'exil de Sappho en Sicile mentionné par la Chronique de Paros, et l'a mis en parallèle de l'exil d'Alcée ; mais il n'est pas impossible, comme le pense Édith Mora, que cet exil ait lieu plus tôt, sous la tyrannie de Myrsilos entre 594 et 592. Quoi qu'il en soit, le ton et le contenu des vers de Sappho la rapprochent d'Alcée et peuvent laisser penser qu'elle appartenait au clan le plus conservateur de l'aristocratie.
On ignore où Sappho a passé précisément son exil en Sicile, mais la présence d'une statue de la poétesse, œuvre du sculpteur Silanion, à Syracuse, est peut-être un souvenir de son séjour dans cette ville. On connaît l'existence de cette statue grâce à Cicéron, qui en fait état parmi les œuvres d'art volées par Verres.
À noter que, graciée par Pittacos, elle revient avec ses frères vers 595 à Mytilène[réf. nécessaire].

### Le cercle de Sappho

Lawrence Alma-Tadema, Sappho et Alcée (1881), Baltimore, Walters Art Museum.

Pour l'helléniste Claude Calame, le groupe de Sappho, appelé par elle moisopolon oikia, ou la « maison consacrée aux muses », est un groupe de jeunes filles ayant un caractère institutionnel, actif en particulier durant les cérémonies de mariage. Ces jeunes filles sont désignées par la poétesse notamment par le terme de hetairai, ou « compagnes », qui selon Athénée s'emploie à l'époque de Sappho pour les amies les plus proches. Les activités de ce groupe sont similaires à celles d'un chœur lyrique féminin : danse et chants.

Une épigramme anonyme de l'Anthologie palatine en donne un aperçu : 

« Allez au temple radieux de la belle Héra, Lesbiennes, en formant des danses légères. Là, organisez en l'honneur de la déesse un chœur magnifique : Sapho le conduira avec sa lyre d'or. Qu'à ses accords vous danserez avec joie ! Oui, vous croirez entendre le doux hymne de Calliope elle-même. »

— Anthologie palatine, IX, 189 (trad. Fr. Jacobs, 1863).
Cette épigramme, avec d'autres sources, dont un fragment de Sappho elle-même (fragment 17), permet de lier la poétesse aux concours de beauté réservés aux femmes (gunaikes) et au culte de la déesse Héra qui, avec celui de Zeus et Dionysos, se pratiquait dans un sanctuaire panlesbien au nord de la ville de Pyrrha.
D'autres groupes de jeunes filles, conduits par des poétesses, sont connus, en particulier dans le monde grec oriental. C'est peut-être le cas par exemple pour la poétesse Télésille au début du ve siècle av. J.-C. À Lesbos même, deux rivales de Sappho, Andromeda et Gorgona, étaient à la tête de leur propre groupe. Le rôle de Sappho au sein de son cercle est un rôle pédagogique, auprès de jeunes filles appartenant à l'aristocratie de Lesbos ou provenant d'autres régions telle l'Ionie. Certaines sont nommées par la Souda : Anactoria de Milet, Gongyla de Colophon, Eunica de Salamine. L'éducation reçue par ces jeunes filles, de nature musicale et placée sous le signe d'Aphrodite, et dispensée sous une forme initiatique et ritualisée, vise à leur faire acquérir les qualités requises dans le cadre du mariage. Le lien du cercle de Sappho avec le mariage est confirmé par les nombreux fragments d'épithalames que l'on a conservés de la poétesse, ainsi que par son poème sur le mariage d'Hector et d'Andromaque. Selon Claude Calame, les relations homoérotiques entre Sappho et certaines des jeunes filles de son groupe sont probablement une forme rituelle d'initiation sexuelle. La souffrance qui s'exprime dans certains poèmes de Sappho proviendrait de la contradiction entre la personnalité authentiquement homosexuelle de la poétesse et le caractère transitoire de relations destinées à se terminer avec le départ des jeunes filles hors du groupe.
Une théorie plus ancienne, remontant à Wilamowitz, fait du groupe de Sappho un thiase. Cette thèse est défendue, dans une tout autre perspective, par l'historienne Marie-Jo Bonnet. Si Sappho prépare les jeunes filles au mariage, elle ne veut pas cependant qu’elles subissent le sort habituel des femmes grecques dont le statut à cette époque est parfaitement résumé dans cette formulation : « Nous avons les courtisanes en vue du plaisir, les concubines pour nous fournir les soins journaliers, les épouses pour qu’elles nous donnent des enfants légitimes et soient les gardiennes fidèles de notre intérieur ». De plus les femmes même mariées ne sont pas citoyennes et n’ont donc aucun droit dans la cité, les petites filles ne vont pas à l’école et sont mariées sans leur consentement dès l’âge de quinze ans.
Marie-Jo Bonnet, prolongeant cette approche, émet l'hypothèse que l’enseignement de Sappho au thiase crée un bouleversement de ces bases de la société grecque. Dans cette institution réservée aux filles on cultive et développe son Éros par la recherche de la beauté aussi bien du corps que de l’esprit. Les élèves apprennent le théâtre (mystères d'Aphrodite), la danse, le chant, la poésie, venant de tout l'empire grec elles ont des échanges, le tout les amenant à avoir une forme de pensée bien différente des codes habituels. En un mot, elles acquièrent le savoir, d'où une certaine indépendance vis-à-vis des lois et coutumes de la cité. Entre elles naît la philia, ce sentiment d’amour-amitié jusque-là réservé aux hommes. Il n’y a plus de dominant et de dominé comme dans les couples hétérosexuels, ou d’éraste et d’éromène comme dans la pédérastie, pas d’aînées qui initient les plus jeunes à la passivité mais deux être semblables qui s’aiment en dehors des codes établis et n’obéissent qu’à la nature et aux dieux, en l’occurrence Aphrodite. L’enseignement de Sappho est pour les filles une véritable initiation à la liberté. Selon Marie-Jo Bonnet, tout cela remet en cause un régime basé sur le patriarcat et la toute-puissance masculine, et cette activité est promptement réprimée dès le siècle suivant.
Pour l'universitaire Holt N. Parker, la théorie du thiase est une invention moderne, le mot thiasos n'apparaissant ni dans l'œuvre de Sappho, ni dans les sources antiques sur la poétesse. Cette théorie a une fonction : exclure Sappho du champ de l'activité poétique normale pour en faire l'apanage des poètes hommes.
L'ensemble de ces thèses ont été remises en cause par les récentes recherches sur la sexualité de Michel Foucault et d'autres antiquisants comme David Halperin et John Winckler. L'hypothèse la plus récente, défendue notamment par Stefano Caciagli et Sandra Boehringer, est que Sappho appartenait à une hétairie, un groupe de compagnonnes faisant partie de l'élite de la cité. Avec les autres femmes membres de cette hétairie se développaient des liens et des alliances socio-politiques qui s'insèrent dans un contexte particulier, celui des cités préclassiques non démocratiques grecques.

### Sappho lesbienne
L'homosexualité, ou plutôt la pédérastie, est selon Claude Mossé une pratique normale dans le milieu aristocratique de la Grèce archaïque, et n'exclut pas les relations hétérosexuelles, notamment dans le cadre du mariage. En effet, contrairement à aujourd'hui, il n'était pas question, à cette époque, de définir son identité par rapport à son homosexualité ou son hétérosexualité.

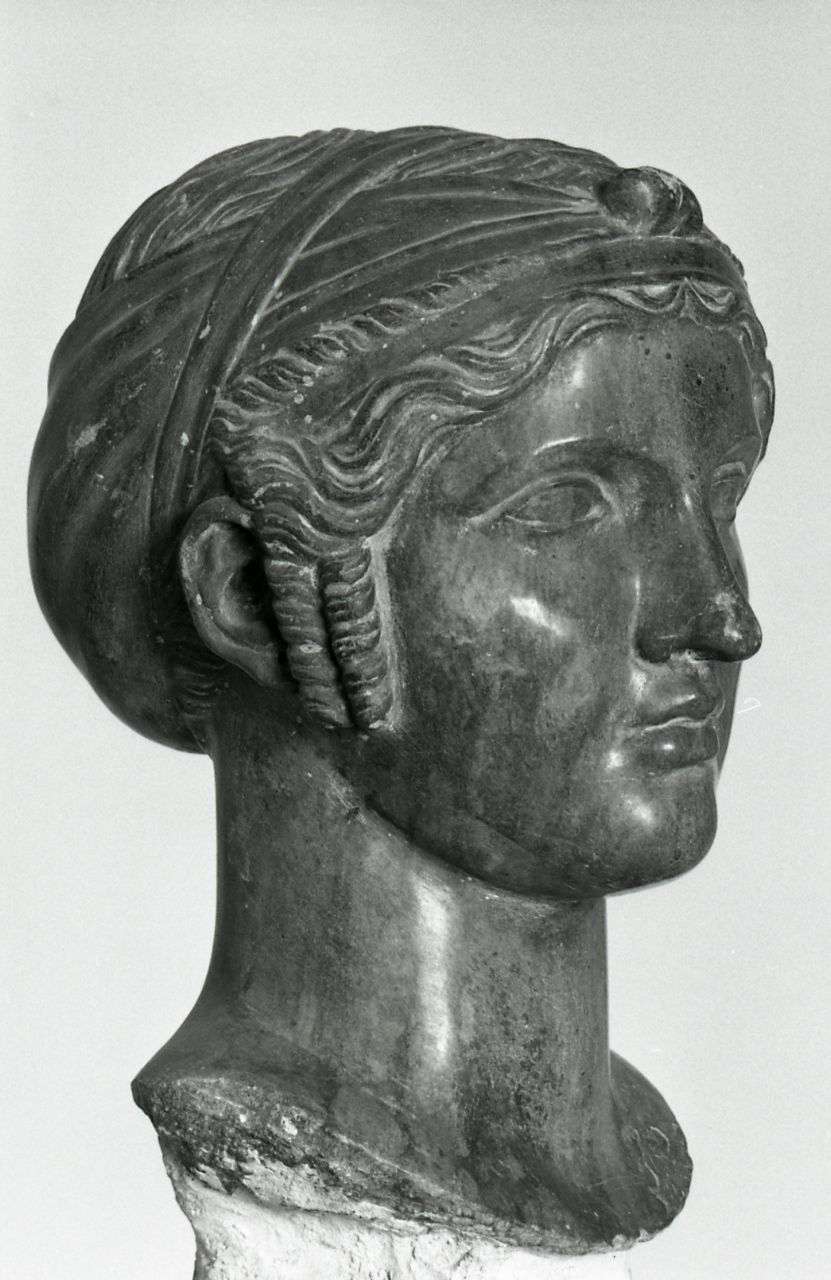
Portrait de Sappho, palais Massimo alle Terme, Rome. Photo par Paolo Monti, 1969.

Il n'est donc pas étonnant que Sappho, qui appartient à ce milieu, ait été ouvertement homosexuelle, ni qu'elle ait été mariée. Son amour pour les jeunes filles s'exprime clairement dans ses poèmes, et le désir qui s'y manifeste, ainsi que l'évocation d'Éros et d'Aphrodite, laisse peu de doute sur la nature physique de ces relations. Si cela n'avait rien de choquant dans la Mytilène de l'époque, en revanche le fait que ce soit une femme qui s'exprime est exceptionnel. Cette liberté aristocratique n'est rapidement plus comprise, et les poètes comiques d'Athènes sont les premiers à se moquer de Sappho. On a aussi insisté sur son hétérosexualité, en lui inventant une passion pour un certain Phaon, ou une relation amoureuse avec son contemporain Alcée. De fait, dès l'Antiquité, à partir de l'époque hellénistique, un certain nombre de sources ont entrepris de mettre en question la réalité de l'homosexualité de Sappho. Le papyrus 1800, un scholiaste d'Horace, Ovide et la Souda mettent au contraire en avant son hétérosexualité, alléguant son amour pour Phaon, son mariage et le fait qu'elle ait une fille.
En revanche pour Eva Cantarella, il est exclu que les relations homosexuelles dans les groupes féminins, appelés thiases, soient de nature pédérastique. Contrairement aux groupes masculins, où la pédérastie est un élément de la fonction initiatique du groupe, destiné à préparer les adolescents à la vie adulte, et donc à leur rôle de citoyen, dans le thiase, les relations amoureuses sont autonomes. Elles sont en effet sans rapport avec la sexualité considérée à l'époque comme normale, c'est-à-dire hétérosexuelle, de la femme adulte, et n'ont donc pas de valeur pédagogique. C'est la raison pour laquelle les relations amoureuses pouvaient avoir lieu entre jeunes filles du même âge et prendre la forme de mariages rituels, comme l'atteste le poète Alcman.
Les recherches de Michel Foucault sur la sexualité ont permis de montrer qu'il n'existe pas en Grèce de régime de la sexualité. En Grèce ancienne, on ne se définit pas par son orientation sexuelle. Il n'existe pas d'homosexuel ni d'hétérosexuel dans la mesure où ces catégories ne sont pas utilisées par les Grecs pour nommer leur pratique. Il n'est donc pas étonnant que Sappho ait exprimé dans ses poèmes un éros entre femmes. Par ailleurs, cet éros ne faisant l'objet d'aucun jugement moral et d'aucune discrimination. Ses vers ont bien circulé plus tard dans les banquets d'hommes et, plus tard, dans les recueils d'époque hellénistique.

## La musicienne

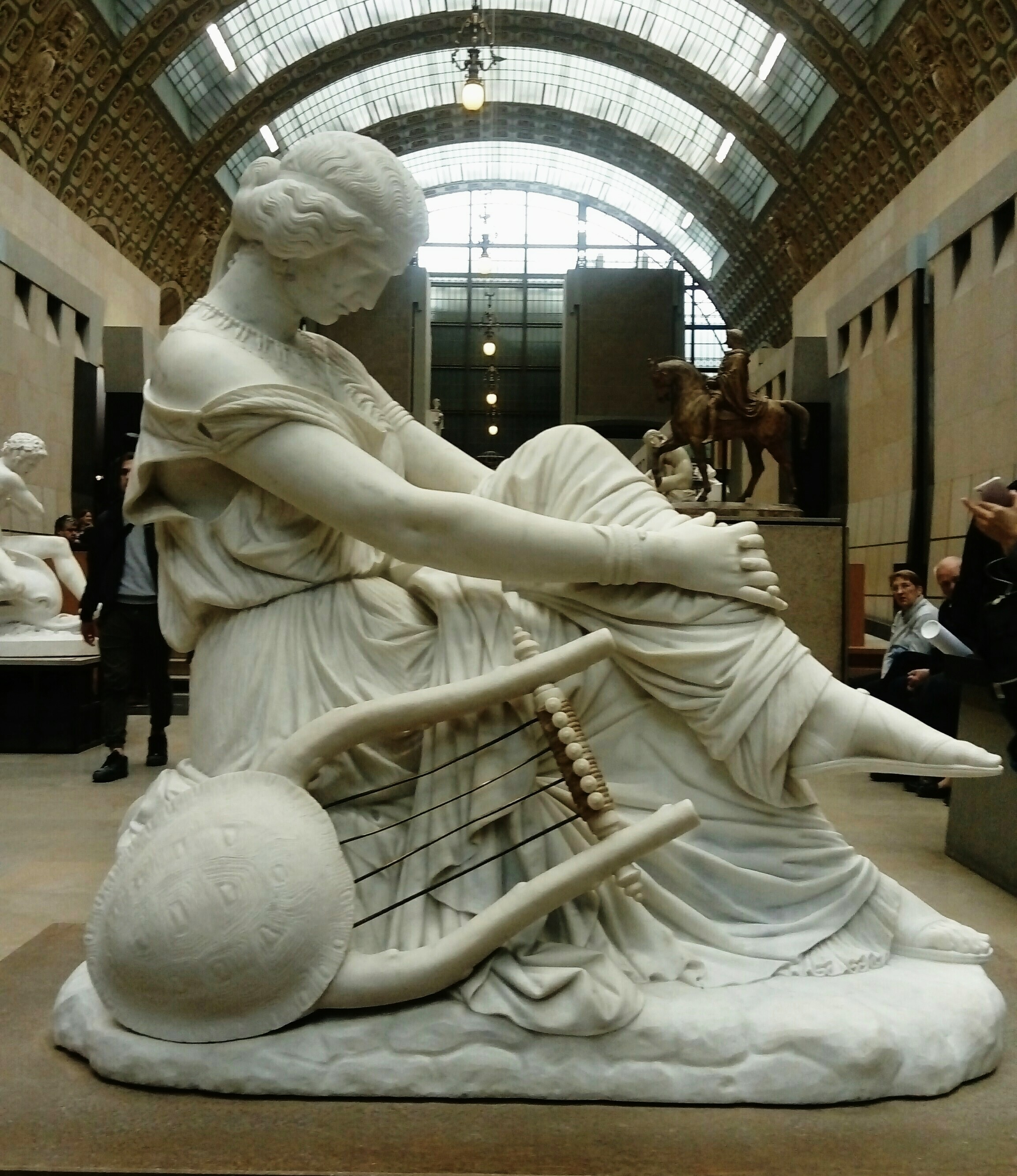
Sapho de James Pradier (1852), exposée au Musée d'Orsay. Sappho y est représentée avec sa lyre, considérant le suicide.

Il ne faut pas oublier que les poètes de cette époque étaient aussi des musiciens et musiciennes, qui s'accompagnaient de la lyre, ou plus exactement pour Alcée et Sappho du barbitos qui en était une espèce plus grave et plus allongée, et de sortes de harpes, dont les préférées de Sappho étaient semble-t-il la magadis et la pectis qu'elle évoque parfois dans ses vers : selon Théodore Reinach, ces instruments étaient équipés de cordes doublant les notes fondamentales à l'octave supérieur, leur apportant une résonance particulière.
Sappho passe, d'après Plutarque dans son traité De la musique, pour avoir inventé le mode mixolydien, l'un des trois principaux modes de la musique grecque antique. Plus vraisemblablement, Sappho a dû adapter à sa propre poésie le mode lydien, qui était un mode strictement instrumental. Elle jouait aussi d'un genre de lyre appelé pectis, d'origine lydienne elle aussi, et elle serait l'inventrice du plectre,.

## Le saut de Leucade

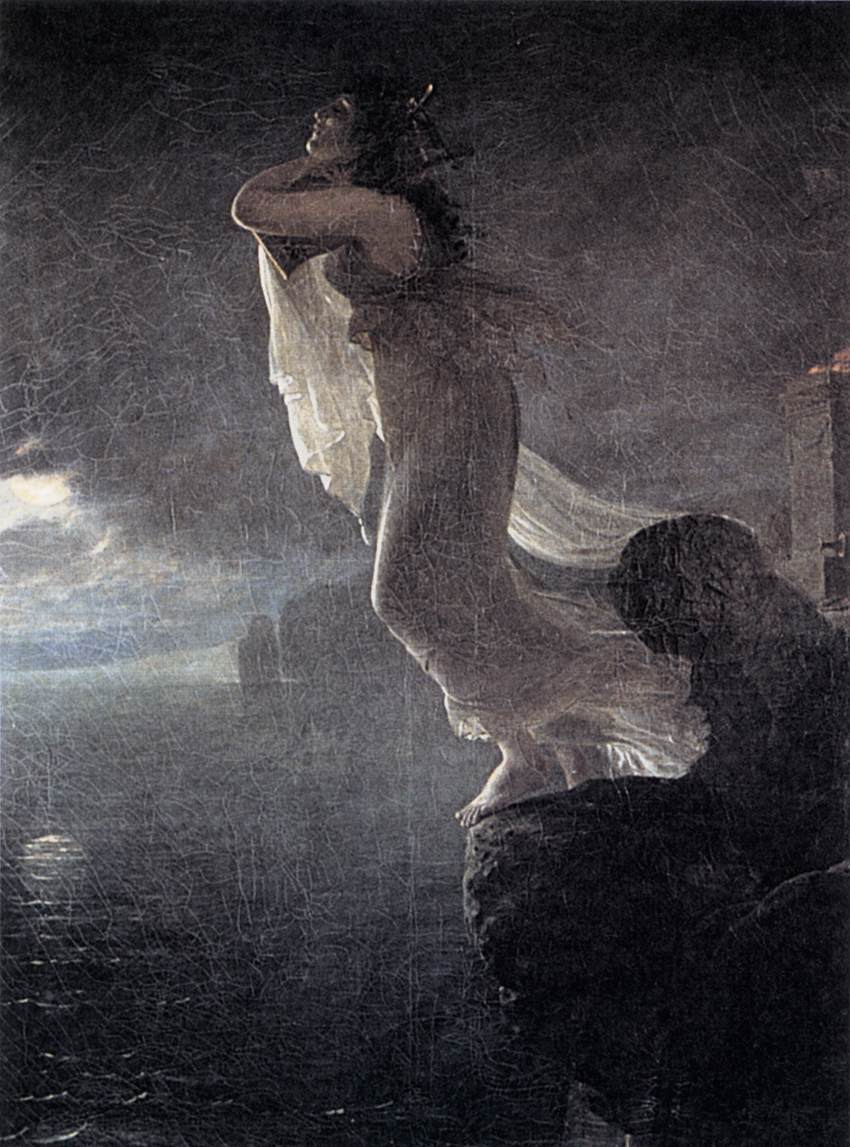
Sappho à Leucate, par Antoine-Jean Gros (1801).

Ménandre, dans un passage de sa pièce Leukadia conservé par Strabon, est la plus ancienne source connue à rapporter la légende selon laquelle Sappho se serait jetée dans la mer depuis l'île de Leucade, à la poursuite d'un certain Phaon, par amour pour lui. Phaon est une figure mythique proche de celle d'Adonis et de Phaéton. D'après un mythe, Phaon est un vieillard transformé en jeune homme par Aphrodite et dont la déesse tombe alors amoureuse. D'autres mythes rapportent qu'Aphrodite a été la première à sauter du rocher de Leucade, par amour pour Adonis, ou encore qu'elle a été amoureuse de Phaéton. Étudiant les relations entre ces différents mythes, Gregory Nagy pense qu'il existait un mythe de nature cosmique, lié à la mort et la renaissance, et propre à l'île de Lesbos, mettant en scène une Aphrodite amoureuse de Phaon, et se jetant dans la mer depuis le rocher de Leucade. Il aurait existé un poème de Sappho relatif à ce mythe, dans lequel la poétesse se serait identifiée à la déesse. Ce poème aujourd'hui perdu serait à l'origine de la version rapportée par le fragment de Ménandre.
La scène du saut de Leucade ornait la chapelle des Néo-Pythagoriciens de Rome, sous le règne de Claude. À l'époque moderne, elle est représentée par plusieurs peintres, dont Pierre-Narcisse Guérin, Théodore Chassériau, Gustave Moreau ou Henri Manguin (1874-1949). Elle est aussi à l'origine de l'opéra Sapho de Charles Gounod.

## Œuvre poétique de Sappho

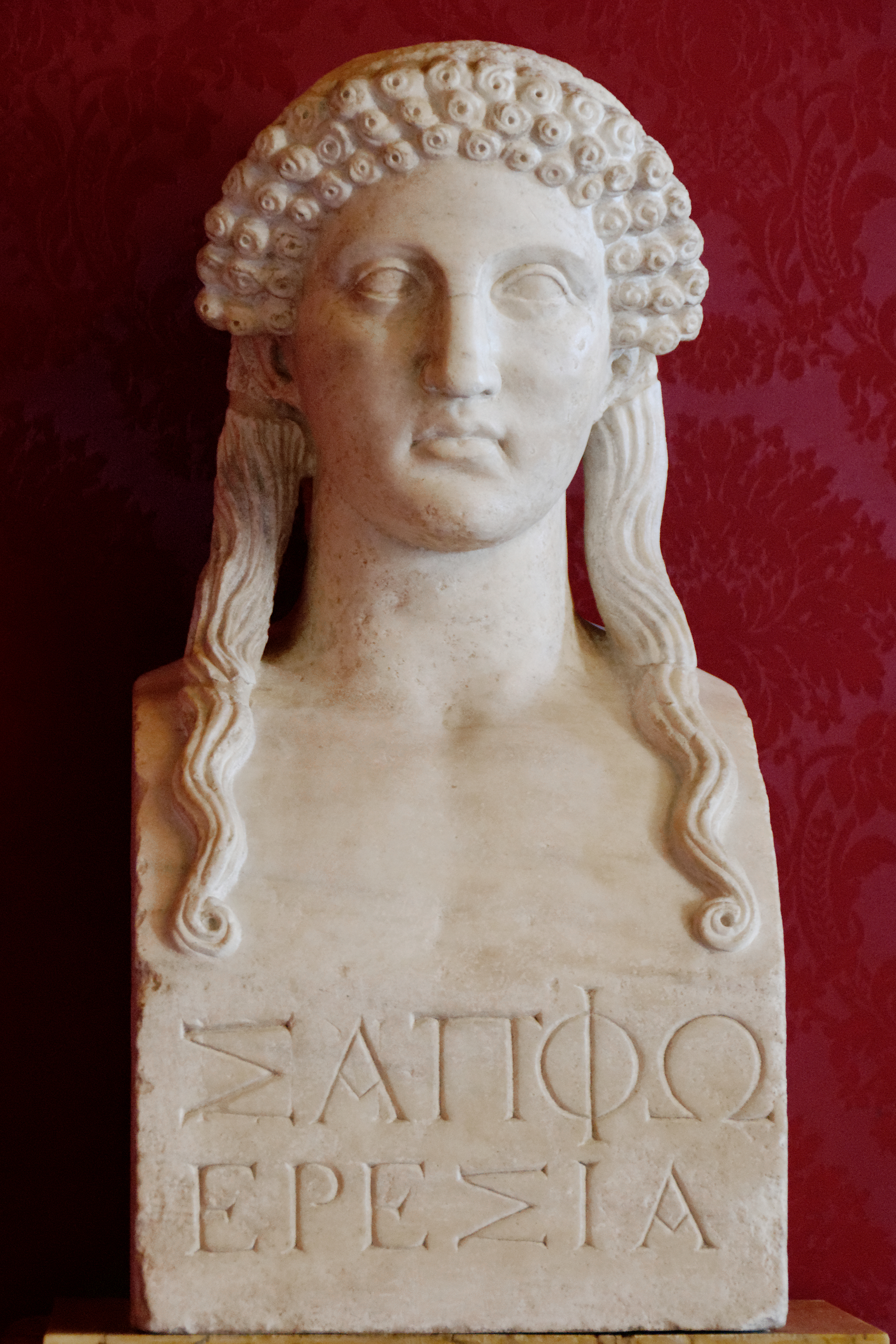
Buste présumé de Sappho. L'inscription ΣΑΠΦΩ ΕΡΕΣΙΑ veut dire en grec ancien « Sappho d'Érésos ». Copie romaine d'un original grec du Ve siècle av. J.-C., musées du Capitole (MC 1164).

Sappho a été très célèbre et appréciée dans l'Antiquité : plus de cent auteurs anciens l'ont citée ou ont parlé d'elle. Dans une épigramme qui fut attribuée (sans doute par erreur) à Platon, l'auteur la qualifie de « dixième Muse ». Il ne nous reste cependant de ses écrits que peu de traces : un seul poème est arrivé jusqu'à nous dans son intégralité, l'Hymne à Aphrodite, les autres étant lacunaires (ce sont des fragments sur papyrus, des citations parfois limitées à un vers voire un mot). Son thème favori semble être la passion amoureuse. Elle a aussi écrit des épithalames. On peut donc dire de sa poésie qu'elle est lyrique.
À noter cette remarque de Solon qui après avoir entendu la lecture d'un de ses poèmes dit : « mon désir est de l'apprendre et de mourir ensuite ». À retenir aussi que, dans le langage courant, quand dans le monde antique on disait « le poète » il s'agissait d'Homère, de même si l'on parlait de « la poétesse » c'était Sappho.
Elle écrivait dans un dialecte grec dit éolien voire lesbien (caractérisé par la psilose, un bouleversement de l'accentuation et le maintien du digamma). On lui doit la création d'une forme métrique particulière, la « strophe sapphique ».
On lui attribue, vraisemblablement à tort parce qu'elles semblent être bien trop récentes, trois épigrammes de l'Anthologie palatine ainsi que des poèmes élégiaques (selon le papyrus d'Oxyrhynque 1800) dont rien n'est resté.
Plutarque parle de la poétesse dans plusieurs traités de ses Œuvres morales (Ier-IIe siècles). Dans Sur les oracles de la Pythie, Sérapion dit à la Sybille « Ne vois-tu pas, dira-t-on, quelle grâce il y a dans les chants de Sappho, et comme ils ravissent et chatouillent les oreilles et l’imagination de ceux qui les écoutent ? ».

### Son classement
Sappho aurait composé neuf livres de poésie lyrique (selon la Souda). Ce sont les philologues alexandrins qui ont classé ses œuvres ainsi, apparemment selon leur mètre mais aussi parfois selon leur sujet. C'est du moins ce que nous pouvons observer dans l'ouvrage de Théodore Reinach publié sous le patronage de l'Association Guillaume Budé.
- Le livre I serait entièrement constitué de poèmes en strophes dites saphiques (composées de trois vers choriambiques de 11 syllabes et d'un de 5 syllabes) ;
- Le livre II serait composé d'œuvres écrites en pentamètres saphiques (14 syllabes) ;
- Le livre III comporterait les œuvres écrites en tétramètres antipastiques acatalectiques, ou saphiques de 16 syllabes ;
- Le Livre IV comporterait des strophes de deux vers éoliens, c'est-à-dire de tétramètres ioniques majeurs acatalectiques (16 syllabes) ;
- Le Livre V serait composé de vers glyconiens (8 syllabes), phaléciens (11 syllabes) et asclépiades mineurs (12 syllabes), beaucoup plus « doux » (sens du mot grec glycys) et élégiaques ;
- Le Livre VI semble totalement perdu ;
- Du Livre VII nous n'aurions que peu d'éléments, insuffisants pour préciser son contenu ;
- De même pour le Livre VIII que Théodore Reinach pense constitué de pièces de sujet héroïque ;
- Enfin le Livre IX contient les épithalames.

### «L'égal des dieux»

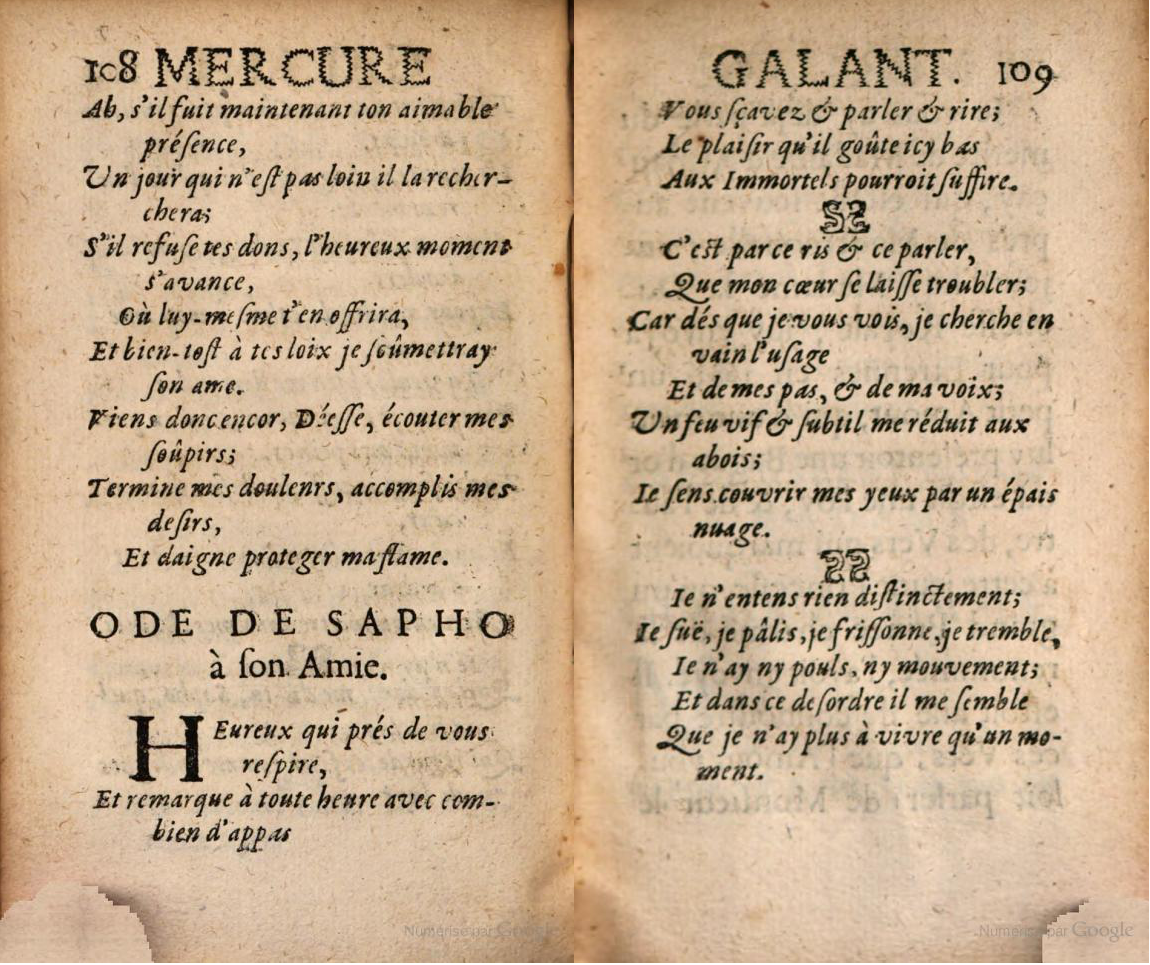
« Ode de Sapho à son amie », traduction anonyme « d'une fille de qualité de Guyenne, âgée de seulement dix-huit ans », parue dans le Mercure galant en juillet 1684.

Le poème φάινεταί μοι (« Il me semble », les deux premiers mots du poème, connu en français entre autres sous les titres Ode à l'aimée ou « L'égal des dieux ») nous a été conservé par le pseudo-Longin qui, dans son Traité du sublime, le donne en exemple du sublime atteint par un effet d'accumulation. Le poème a été imité en latin par Catulle. Une édition du traité du pseudo-Longin en donne le texte grec pour la première fois depuis l'Antiquité en 1554 à Bâle, suivie d'une édition à Venise en 1555 et en France en 1556. Louise Labé s'inspire du poème de Sappho en 1555 (le huitième de ses Sonnets) sans que l'on sache avec certitude si elle a connu le texte en grec. Au total, plus d'une centaine de traductions, imitations, adaptations en ont depuis la Renaissance été faites en français : Belleau, Ronsard, Amyot, Malherbe… Boileau en donne une version en traduisant le traité du pseudo-Longin en 1674, Racine s'inspire du poème dans Phèdre (acte I, scène 3) en 1677. Et encore André Chénier, Jean Richepin ou Marguerite Yourcenar.
Il est classé par Théodore Reinach dans le Livre I des œuvres de la poétesse, qui est composé de poèmes en strophes saphiques (trois vers de 11 syllabes, un de 5 syllabes).
Mary R. Lefkowitz a comparé une lecture d'un poème d'Emily Dickinson, « I had been hungry, all the Years », avec l'analyse faite du poème « L'égal des dieux » par plusieurs universitaires (Wilamowitz, Denys Page et Devereux), afin d'illustrer le biais introduit dans les analyses du fait que Sappho soit une femme. Ces études ont toutes en commun de faire une lecture biographique du poème, et plus précisément de considérer qu'il est l'expression d'émotions personnelles de l'auteur. Selon M. Lefkowitz, elles reposent toutes sur l'hypothèse qu'une femme artiste est une femme insatisfaite d'un point de vue émotionnel, autrement dit qu'elle éprouve le manque d'un homme et tend à être soit une vieille fille, soit une lesbienne. Wilamowitz par exemple, dans Sappho und Simonides, considère que l'homme de la première strophe est le mari de la jeune fille évoquée dans le poème, mari pour lequel Sappho, « maîtresse d'école », éprouve de la jalousie ; il interprète ainsi le poème en fonction d'une sexualité considérée comme normale. Mary Lefkowitz insiste au contraire sur le caractère général du poème et suggère d'y lire l'expression de la faiblesse qui saisit une femme amoureuse de la beauté à la vue de l'objet de son amour. La présence d'expressions utilisées dans la littérature épique serait la marque d'un point de vue féminin de situations habituellement considérées du point de vue masculin, sans que cela se réfère nécessairement à une situation réellement vécue par l'auteur.
Yves Battistini publie chez Gallimard en 2004 une traduction de l'œuvre de Sappho dans laquelle « L'égal des dieux » prend le titre « Le désir ».

### Ode à Aphrodite
L'Ode à Aphrodite est le seul poème de Sappho retrouvé complet. Il a fait l'objet de nombreuses traductions, dont celle de Renée Vivien :

« Toi dont le trône est d'arc-en-ciel, immortelle Aphrodita, fille de Zeus, tisseuse de ruses, je te supplie de ne point dompter mon âme, ô Vénérable, par les angoisses et les détresses. Mais viens, si jamais, et plus d'une fois, entendant ma voix, tu l'as écoutée, et, quittant la maison de ton père, tu es venue, ayant attelé ton char d'or. Et c'était de beaux passereaux rapides qui te conduisaient. Autour de la terre sombre ils battaient des ailes, descendus du ciel à travers l'éther. Ils arrivèrent aussitôt, et toi, ô Bienheureuse, ayant souri de ton visage immortel, tu me demandas ce qui m'était advenu, et quelle faveur j'implorais, et ce que je désirais le plus dans mon âme insensée. « Quelle Persuasion veux-tu donc attirer vers ton amour ? Qui te traite injustement, Psappha ? Car celle qui te fuit promptement te poursuivra, celle qui refuse tes présents t'en offrira, celle qui ne t'aime pas t'aimera promptement et même malgré elle. » Viens vers moi encore maintenant, et délivre-moi des cruels soucis, et tout ce que mon cœur veut accomplir, accomplis-le, et sois Toi-Même mon alliée. »

— Traduction Renée Vivien, 1903.

### Découvertes papyrologiques au début duXXIesiècle
En 2004 sont publiées les premières transcriptions de deux poèmes de Sappho découverts sur les fragments (papyri de Cologne 21351 et 21376) d'une anthologie d'époque hellénistique. L'un était auparavant inconnu et est dans un état très lacunaire. Le second, parfois appelé « poème de Tithon », est mieux préservé et était pour partie déjà connu (fragment 58).
Fin janvier 2014, le papyrologue britannique Dirk Obbink rend publique sa découverte d'importants fragments de deux nouveaux poèmes de Sappho, qu'il baptise provisoirement le « poème des frères » et le « poème de Kypris », sur un fragment d'un papyrus d'Oxyrhynchos datant du IIIe siècle apr. J.-C. qui est le papyrus le mieux conservé jamais découvert portant des poèmes de Sappho,. Le « poème des frères » montre deux personnages discutant avec inquiétude à propos d'un voyage en mer entrepris par un nommé Charaxos, dont la tradition fait l'un des frères de Sappho, et mentionne également dans sa dernière strophe Larichos, un autre des frères de la poétesse. Le « poème de Kypris », dont seuls quelques vers sont bien conservés, est adressé à Aphrodite.

## Représentations sur vase

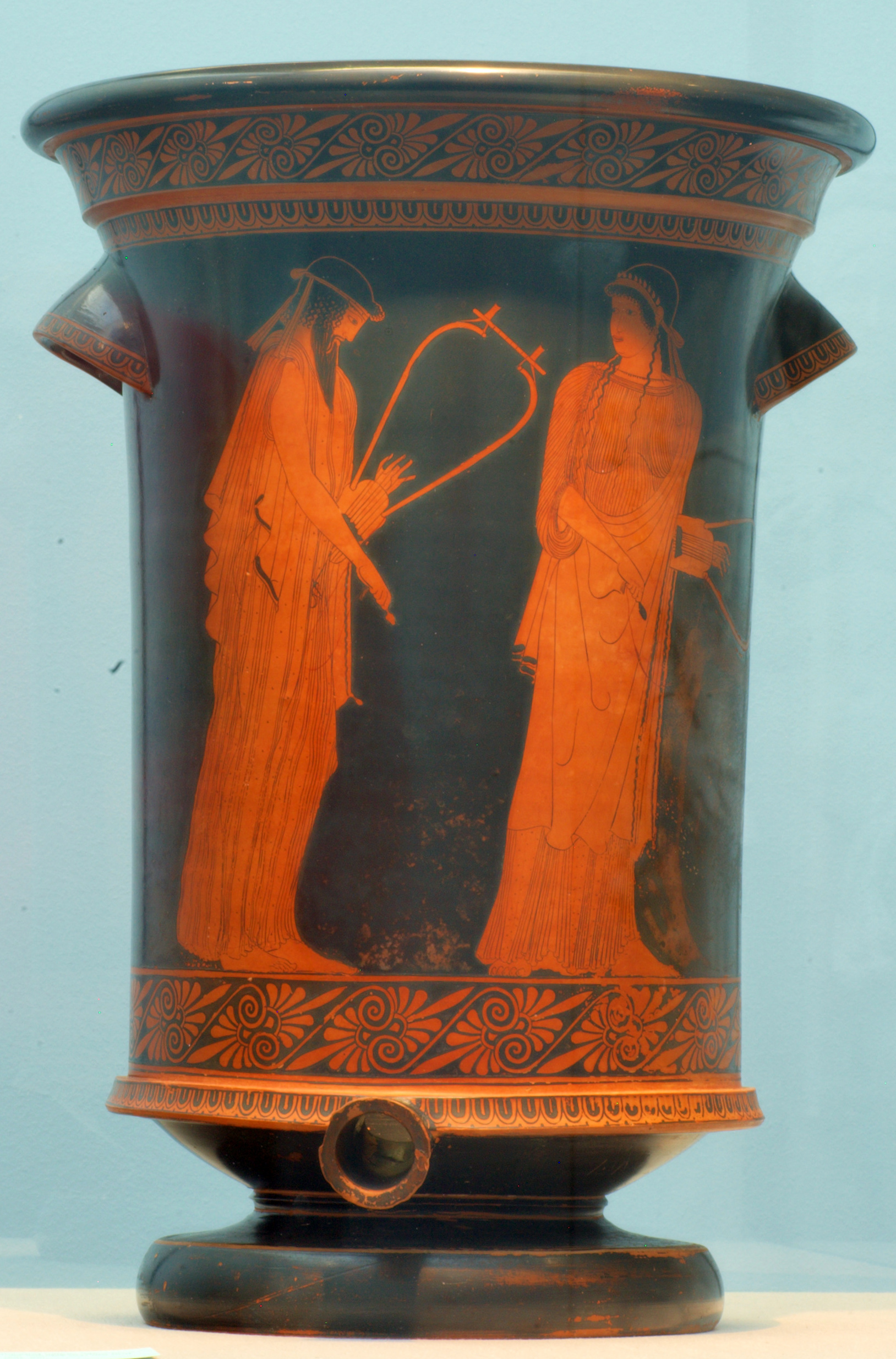
Vase de Munich.

Parmi les vases antiques représentant des activités féminines, une série est consacrée à des musiciennes, notamment des vases à figures rouges, datant pour la plupart de la seconde moitié du ve siècle av. J.-C. Sur quatre vases athéniens apparaît le nom de Sappho. La concordance entre ces représentations et le déroulement réel de ses performances n’a pas été attestée. On ne sait pas non plus s'il s'agit d'images fidèles au physique de la poète.
Un kalpis du peintre de Sappho des environs de 510 av. J.-C., peint selon la technique de Six et conservé au musée national de Varsovie, est la plus ancienne représentation de Sappho, qui est figurée jouant du barbitos. Son nom, qui en est aussi l'inscription la plus ancienne, y est orthographié Phsapho. Cette peinture est l'une des toutes premières dans l'art grec à représenter un personnage qui ne soit ni une divinité, ni un héros, ni un artiste légendaire, mais un personnage réel.

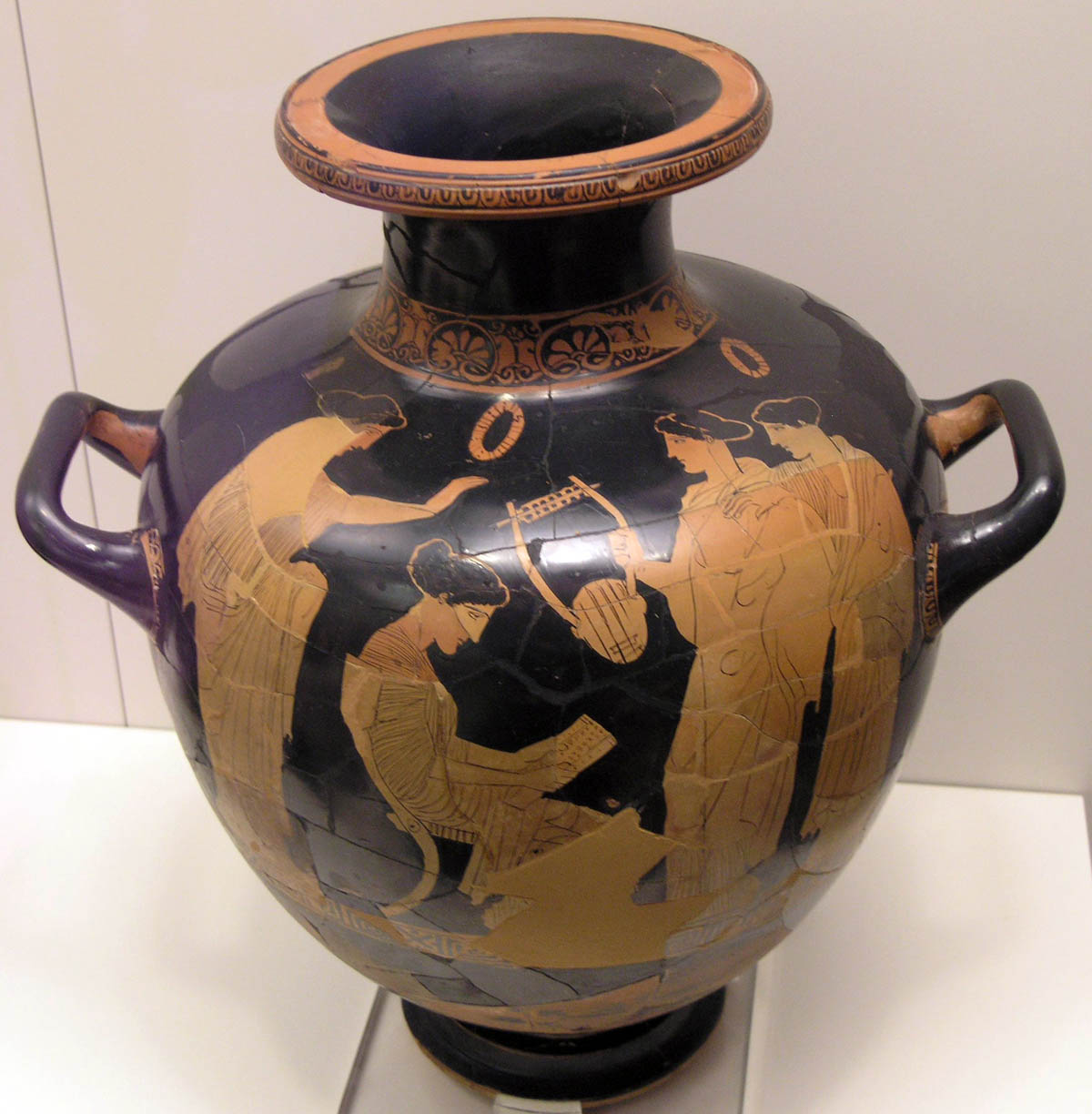
Vase de Vari.

Un kalathos d'Agrigente, dit Vase de Munich, puisque conservé dans cette ville au Staatliche Antikensammlungen, est attribué au Peintre de Brygos et date des environs de 480. Sappho et Alcée y sont représentés portant le barbitos et le plectre. Les personnages sont de haute taille, qui était auparavant réservée aux héros dans la peinture sur vase. La représentation de trois quarts de Sappho, elle aussi inhabituelle, indique que la poétesse se retourne vers Alcée.
Sur le vase de Vari, daté de 440-430 et conservé au musée national archéologique d'Athènes, Sappho est représentée assise, non pas comme musicienne, mais lisant ses propres poèmes à un groupe de jeunes filles. Sur le rouleau qu'elle tient en main, on peut lire le titre du volume, Paroles ailées, et le début : « J'écris mes vers avec de l'air… »

## Adaptations contemporaines

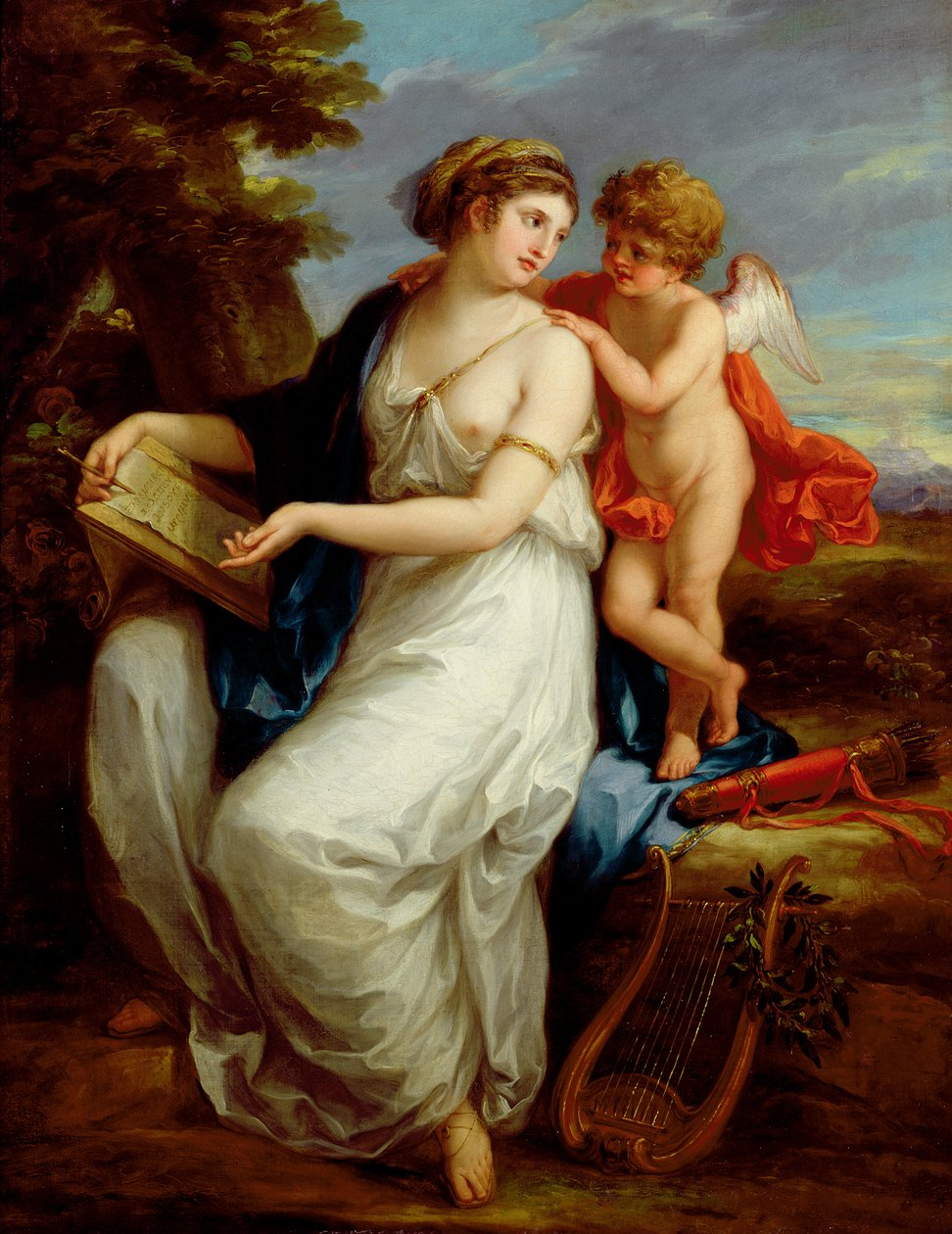
Sappho inspirée par l'amour
Angelica Kauffmann
Collection privée

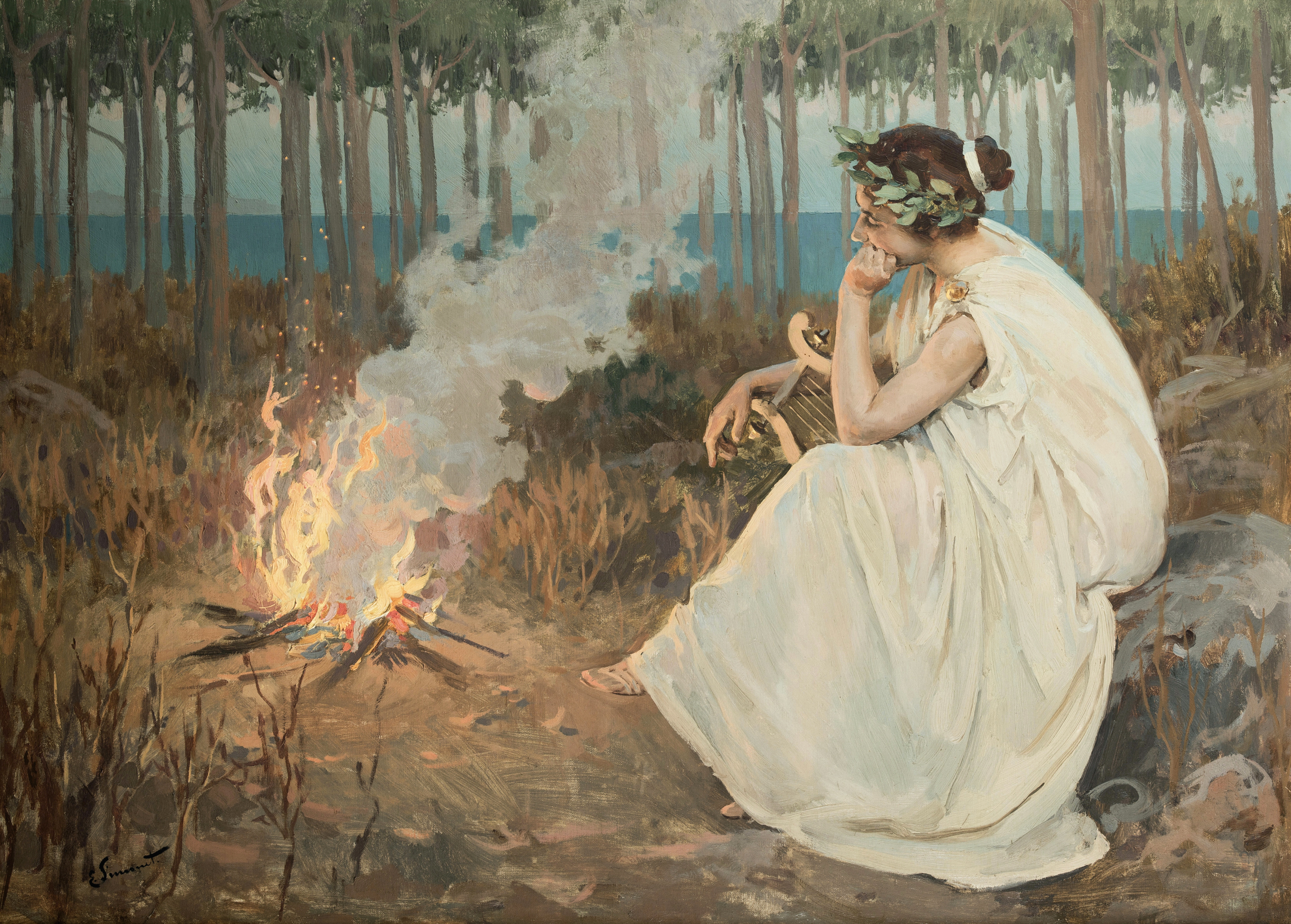
Sappho
Enrique Simonet

### Musique
- Le compositeur français Charles Chaynes a composé en 1968 un cycle de mélodies pour soprano colorature et trio à cordes intitulé Quatre poèmes de Sappho qui a fait l'objet d'un enregistrement microsillon EMI en 1970, remasterisé sur CD en 1989.
- Angélique Ionatos, chanteuse grecque, a enregistré en 1991 avec Néna Venetsánou une interprétation de poèmes de Sappho sous le label Chorus, dans un disque intitulé Sappho de Mytilène ; enregistrement repris et enrichi d'un second CD en 2008 avec le titre Sappho de Mytilène à Elytis et sous le label Naive. Adaptations de style grec contemporain.
- Esa-Pekka Salonen, compositeur et chef d'orchestre finlandais contemporain, a composé en 1999 « Five Images after Sappho » d'après des poèmes de Sappho, pour soprano et un ensemble de 7 musiciens au minimum, enregistré en 2001 sous le label Sony.
- Le compositeur suisse Conrad Steinmann a reconstitué de la musique grecque antique[Note 12] et a enregistré avec la cantatrice Arianna Savall un disque intitulé Melpomen avec plusieurs poèmes de Sappho (Harmonia Mundi, 2005).

### Art contemporain
- Sappho est une des 39 convives référencées dans l'œuvre d’art contemporain The Dinner Party (1979) de Judy Chicago[63],[64].

### Cinéma
- 1960 : Saffo, venere di Lesbo (Sapho, Vénus de Lesbos), de Pietro Francisci, avec Tina Louise (Sappho) et Kerwin Mathews (Phaon) ;
- 2008 : Sappho, film ukrainien de Robert Crombie ;
- 2024 : Tú me abrasas (es), de Matías Piñeiro ;
- 2025 : Sappho, court-métrage d'animation de Rosana Urbes.

### Botanique
- rose Sappho, du rosiériste Jean-Pierre Vibert[65]

### Littérature
- Giacomo Leopardi consacre à Sappho un poème, Dernier chant de Sapho (1824)[66].
- Charles Baudelaire évoque Sappho dans le poème « Lesbos », se trouvant dans Les Fleurs du mal. Ce poème ainsi que cinq autres ont été condamnés en 1857, année de leur publication, par le tribunal correctionnel et par conséquent n'ont pu être reproduits dans ce recueil[67].
- Sappho est l'objet du troisième poème d'Alphonse de Lamartine dans les secondes Méditations Poétiques.
- Pierre Louÿs publie en 1894 Les Chansons de Bilitis, recueil de poèmes érotiques qu'il prétend avoir traduit d'une certaine Bilitis, poétesse grecque antique qui aurait été proche de Sappho. Il l'accompagne d'une biographie, Vie de Bilitis. En réalité, Bilitis est une invention de Pierre Louÿs, qui a rédigé ces poèmes[68], ainsi que ceux de Les Chansons secrètes de Bilitis, publiés après sa mort, en 1933[69]. Le deuxième poème de la deuxième partie se nomme justement "Psappha", et plusieurs autres poèmes renvoient à Mnasidika, un nom cité par Sappho.
- En 1900, Gabriel Faure publie La Dernière Journée de Sappho.
- La poétesse Renée Vivien a été surnommée « Sappho 1900 » par André Billy. Elle publie en 1903 Sapho (traduction de l'œuvre de Sappho) et donne un nouveau souffle aux fragments de la poétesse grecque[70].
- Sappho est évoquée dans plusieurs poèmes du recueil Les tendres épigrammes de Cydno la Lesbienne (1911)[71],[72],[73], traduit en français et publié par un certain Ibykos de Rhodes (Pascal Pia estime que Cydno et Ibykos sont des noms inventés par un auteur anonyme[74]).
- Sappho Was a Right-on Woman, écrit et publié en 1971 par Barbara Love et Sidney Abbott, est le premier livre à questionner le lien entre féminisme et lesbianisme. Voyant chez Sappho une lutte contre les formes d'oppression pesant sur, entre autres, l'homosexualité, les autrices incitent les femmes lesbiennes à un activisme politique passant par l'affirmation de leur sexualité[75].
- Marguerite Yourcenar consacre un chapitre nommé « Sappho ou le suicide » dans son recueil de poèmes Feux, paru en 1935[76][source secondaire souhaitée].

### Mouvements
- Le Cercle saphique de Madrid, fondé au début du XXe siècle par l'artiste Victorina Durán, disparu lors de l'arrivée au pouvoir de Francisco Franco, après la guerre d'Espagne.

#### Sources antiques
La vie de Sappho est décrite de manière plus ou moins détaillée par de nombreux auteurs et textes anciens dont :
- (en + grc) Souda (lire en ligne), plusieurs notices dont Σ 107 et 108 (à propos de la seconde Sappho).
- Papyrus d'Oxyrhynque no 1800, (fr)1, dans The Oxyrhynchus Papyri, Bernard P. Grenfeld et Arthur S. Hunt (éd.), vol. XV, 1922, p. 136-150. [lire en ligne].
- Strabon, Géographie [détail des éditions] [lire en ligne][Où ?].
- Élien, Histoires variées [lire en ligne] (XII, 19)
- Hérodote, Histoires [détail des éditions] [lire en ligne] (II, 135).
- Anthologie Palatine lire en ligne.
- Hermogène, Des espèces de style.
- Aristote, Rhétorique (lire en ligne) (I, 20).
- Maxime de Tyr, De l'érotique de Socrate, 24.
- Hermésianax, Élégie.
- Antipater de Sidon, Épigraphe.
- Pinytus, Épitaphe.
- Ptolémée Éphestion (in Photius).
- Ovide, Héroïdes [détail des éditions] [lire en ligne] (Épitre XV).
- Tatien (père de l'Église).
- Ausone, Idylles (VI).
- Héphestion, Manuel de métrique.
- Plutarque, Œuvres morales : De l'Amour V (lire en ligne), Sur les oracles de la Pythie (lire en ligne, en anglais).
- Démétrius Chalcondyle, De l'Éloquence.

#### Éditions de l'œuvre
Éditions critiques contemporaines
- Alcée, Sapho, texte établi et traduit par Théodore Reinach, avec la collaboration d'Aimé Puech, Les Belles Lettres, Paris, 1937, rééd. 1981. Édition incomplète, de nouveaux textes ayant été retrouvés depuis sa publication.
- Edgar Lobel, Denys Page, Poetarum lesbiorum fragmenta, Oxford, Clarendon Press, 1955.
- Greek Lyric, Sappho and Alcaeus, texte édité et traduit par David A. Campbell, édition Loeb Classical Library, Harvard University Press, 1982, réimpression corrigée de 1994.
- Sappho of Lesbos, traduction de Terence DuQuesne, Darengo Publications, Londres, 1989, rééd. 2016.

Éditions d’Yves Battistini (texte, traduction et commentaires)
- Sapphô, tome I, Le Cycle des Amies, éd. bilingue (texte grec et trad.) chez Michel Chandeigne, Paris, 1991.
- Lyra Erotica, Imprimerie nationale, « La Salamandre », 1992.
- Sapphô, tome II, La Cité et les Dieux, édition bilingue (trad. Yves Battistini (texte grec et traduction), ill. Pierre Buraglio), Paris, Michel Chandeigne, 1994.
- Poétesses grecques, Sapphô, Corinne, Anytè…, Imprimerie nationale, « La Salamandre », Paris, 1998.
- (grc + fr) Sapphô : Odes et fragments (trad. du grec ancien par Yves Battistini, préf. Yves Battistini), Éditions Gallimard, coll. « Poésie », 2005, 208 p. (ISBN 978-2-07-030027-3).

#### Traductions
- (grc + fr) Traduction de Ernest Falconnet (1838) [lire en ligne]
- Traduction en prose et adaptation en vers de Renée Vivien dans Sapho, Paris, A. Lemerre, 1903. [lire en ligne]
- (fr) Marguerite Yourcenar (trad. du grec ancien), La Couronne et la Lyre : Anthologie de poèmes traduits du grec ancien, Paris, Éditions Gallimard, 2015 (1re éd. 1979), 502 p. (ISBN 978-2-08-121810-9), p. 69-83. .
- Traduction de Bernard Ledwige, dans Sappho : la première voix de femme, Mercure de France, 1987.

#### Études
Ouvrages généraux
- André Bonnard, Civilisation grecque : De l'Iliade au Parthénon, La Guilde du Livre, Lausanne, 1954, rééd. 10-18, 1963 et 1966.
- Claude Calame, Les Chœurs de jeunes filles en Grèce archaïque, Roma, Edizioni dell'Ateneo & Bizzarri, 1977.
  - Traduction en anglais : (en) Claude Calame, Choruses of Young Women in Ancient Greece : Their Morphology, Religious Role, and Social Functions, Lanham, Rowman & Littlefield Publishers, 2001 (1re éd. 1997), 282 p. (ISBN 0-8226-3063-X, lire en ligne)
- John J. Winkler, Désir et contraintes en Grèce ancienne, Paris, Epel, 2005 (traduit de l'anglais, éd. originale 1990), chapitre 6 : « La double conscience dans la poésie de Sappho », p. 305-352.
- Sandra Boehringer, L'Homosexualité féminine dans l'Antiquité grecque et romaine, Paris, Belles Lettres, 2007.
- Anne Debrosse, La Souvenance et le Désir. La réception des poétesses grecques, Paris, Classiques Garnier, 2018.
- Halperin David M., Winkler John J. & Zeitlin Froma. I. (éd.), Bien avant la sexualité. L’expérience érotique en Grèce ancienne, trad. fr. Sandra Boehringer et al., Paris, EPEL, 2019.
- Michel Foucault, Histoire de la sexualité, tomes I-II, Paris, Gallimard, 1976-1984.
- (en) Gregory Nagy, Short Writings, vol. 2, The Center for Hellenic Studies, Harvard University, 2012 [lire en ligne], chapitres « Did Sappho and Alcaeus ever meet? Symmetries of Myth and Ritual in Performing the Songs of Ancient Lesbos » et « The “New Sappho” Reconsidered in the Light of the Athenian Reception of Sappho ».

Ouvrages sur Sappho
- Édith Mora, Sappho : Histoire d'un poète et traduction intégrale de l'œuvre, Paris, Flammarion, 1966, 468 p. (ISBN 9782080601438). .
- François Lasserre, Sappho, Une autre lecture, Éditrice Antenore, Padoue, 1989.
- Joan Dejean, Sapho. Les Fictions du désir : 1546-1937, Hachette, 1994.
- Yves Battistini, Sapphô, la dixième des Muses, Hachette, « Coup double », 1995.
- (en) Ellen Greene (ed.), Reading Sappho: Contemporary Approaches, Berkeley, University of California Press, 1996 [lire en ligne].
- (en) Ellen Greene (ed.), Re-Reading Sappho: Reception and Transmission, Berkeley, University of California Press, 1996 [extraits] [chapitre 7].
- (es) Ana Iriarte, Safo, Madrid, Ediciones del Orto, 1997.
- (en) Diane Rayor et André Lardinois, Sappho, A New Translation of the Complete Works, Grand Valley State University, Cambridge University Press, 2014, 174 p. (ISBN 978-1-139-15178-8, lire en ligne).
- Laure de Chantal, Les neuf vies de Sappho : Le premier écrivain est une écrivaine, Paris, Stock, 2023

Articles
- Théodore Reinach, Pour mieux connaître Sappho, Comptes-rendus des séances de l'Académie des Inscriptions et Belles-Lettres, 1911, vol. 55, num. 9, p. 718-734 [lire en ligne].
- François Rigolot, « Louise Labé et la redécouverte de Sapho », Nouvelle Revue du Seizième Siècle, I, 1983.
- Claude Mossé, « Sapho de Lesbos », dans Amour et sexualité en Occident (collectif), L'Histoire/Le Seuil, coll. « Points », 1991.
- Nicole Albert, « Sappho Mythified, Sappho Mystified or The Metamorphoses of Sappho in fin de siècle France », dans Gay studies from the French cultures: voices from France, Belgium, Brazil, Canada, and the Netherlands, New York, The Haworth Press, 1993 (ISBN 1-560-24436-4, OCLC 757632935).
- Ana Iriarte, « Chanter, enchanter en Grèce ancienne », CLIO. Histoire, femmes et sociétés,‎ 19 décembre 2008, p. 1-36 (DOI 10.4000/clio.2182, lire en ligne).
- Pierre Landete, « La représentation de Sappho de Mytilène et la Basilique pythagoricienne de la Porte Majeure à Rome », dans Sigila, 2010, no 25.
- (en) Ellen Greene, Marilyn Skinner (ed.), « The New Sappho on Old Age: Textual and Philosophical Issues », Classics@, vol. 4, Center for Hellenic Studies, Harvard University, 2011 [lire en ligne].
- N. Kaggelaris, « Wedding Cry: Sappho (Fr. 109 LP, Fr. 104(a) LP)- Catullus (c. 62. 20-5)- modern greek folk songs » (in Greek) in E. Avdikos, B. Koziou-Kolofotia (eds.) Modern Greek folk songs and history, Karditsa, 2015, pp 260–270 .
- Sandra Boehringer, Clio Magada, « Et si vous chantiez Sappho ? », dans Actualités des études anciennes, 2019. URL :  https://reainfo.hypotheses.org/19482.
- Sandra Boehringer et Claude Calame, « Sappho au début du XXIe siècle. Genre et poésie érotique », Mètis, 17, 2019, p. 121-143.